# Spurio Melio
Spurio Melio (... – 439 a.C.) è stato un politico romano plebeo che con un uso demagogico della sua enorme ricchezza, probabilmente cercò di diventare re dell'antica Repubblica romana.
Nel 439 a.C. l'ambiente sociale di Roma si deteriorò. L'anno precedente i popoli circostanti, con i quali Roma era in continua guerra da secoli, si mantennero tranquilli e la popolazione ne approfittò per dedicarsi alle beghe politiche. Continuarono i tentativi della plebe di raggiungere le più alte magistrature e quelli del patriziato di evitare questa promozione sociale.

## Situazione
Il Tribuno della plebe Poetelio non riuscì a far discutere una legge sulla spartizione dell'agro pubblico alla plebe perché - proprio a causa della pace - le usuali minacce di non acconsentire alla leva militare non avevano alcuna forza ricattatoria nei confronti del patriziato. Ciononostante la carestia colpì la città. Tito Livio ci informa che alcuni storici assegnavano la colpa alle discussioni politiche che avevano tenuto i coltivatori lontano dalle loro terre e altri storici davano la colpa a pure difficoltà atmosferiche, molto probabilmente si trattava delle avvisaglie di quello che diventerà un problema ricorrente per Roma: assicurare l'approvvigionamento del grano.
Lucio Minucio venne eletto Prefetto all'Annona e incaricato di procurare grano alla popolazione. Minucio inviò emissari letteralmente per terra e per mare ma i risultati furono scarsi; solo qualche piccolo quantitativo di derrate arrivò dall'Etruria. L'azione di Minucio si concentrò allora sulla riduzione dei consumi; rese obbligatoria la denuncia della quantità di derrate possedute, obbligatoria la vendita delle eccedenze, ridusse la razione degli schiavi e denunciò pubblicamente, lasciandoli alla folla, gli speculatori. 
Queste misure, sempre secondo Livio, rivelarono la gravità della situazione. La plebe cominciò a rumoreggiare e molti
(Tito Livio, Ab Urbe condita libri, IV, 12, Newton Compton, Roma, trad.: G.D. Mazzocato)
La situazione, quindi era davvero seria quando Melio si mise in luce.

## L'azione di Melio
Spurio Melio approfittò delle difficoltà dei concittadini. Tito Livio lo definisce "di rango equestre" (cavaliere); un leggero errore dello storico padovano perché all'epoca non era ancora stata definita la differenza di rango fra "senatorio" ed "equestre". La divisione delle classi sociali di Roma era ufficialmente limitata al patriziato e alla plebe. Molto probabilmente Spurio Melio era un plebeo molto ricco che cercò di utilizzare il denaro per cambiare, usando la politica, il suo status sociale. E poiché il consolato era ancora proibito ai plebei, tentò, a quanto suppongono Livio e i romani coevi di Melio, di farsi nominare "re". E questo, nella Roma ferocemente repubblicana, uscita da sotto il tallone dei Tarquini da pochi decenni, era considerato, e lo sarà per secoli, un peccato sociale e politico imperdonabile.
Melio, pur essendo un privato cittadino e non rivestendo alcuna carica pubblica, grazie alle conoscenze e ai buoni uffici dei propri clientes riuscì a comperare, con fondi propri, una certa quantità di frumento e iniziò a distribuirlo. Ovviamente la cosa lo rese molto popolare e, come si usava nella Roma dell'epoca, Melio cominciò ad essere accompagnato nel Foro da una scorta di cittadini ammirati e, certo, decisi ad approfittare delle sue elargizioni. La speranza di Melio era evidentemente quella di diventare console, di primeggiare sui concittadini, di reggere e decidere le sorti dello Stato.
quoniam consulatus quoque eripiendus invitis patribus esset, de regno agitare.»
(Tito Livio, Ab Urbe condita libri, IV, 13, Newton Compton, Roma, trad.: G.D. Mazzocato)

## Il ruolo dei Quinzi
Sfortunatamente per Melio i comizi erano troppo vicini e fu eletto console, per la sesta volta, Tito Quinzio Capitolino Barbato che fu affiancato dal collega Agrippa Menenio Lanato. Lucio Minucio era ancora prefetto dell'annona e, per doveri d'ufficio, frequentava gli stessi ambienti economici di Melio.
In breve tempo Minucio venne a sapere che Melio stava ammassando armi e teneva delle riunioni in cui si progettava una restaurazione della monarchia. Minucio riferì al Senato che i tribuni della plebe erano stati comprati, i vari incarichi erano stati assegnati, i dettagli dell'azione erano pronti. Si doveva solo fissare il momento. La prima reazione del Senato fu di lamentarsi dei consoli precedenti, rimproverati per aver permesso le elargizioni di un privato, ma vennero rimproverati anche i consoli appena eletti per essersi fatti precedere nella denuncia dal prefetto dell'annona.
Quinzio ribatté che il consolato non aveva più, come magistratura, quel carisma che le sarebbe stato confacente, che le mani del console erano legate dalle leggi sul diritto di appello, e che sarebbe stato più opportuno creare un dittatore, carica che concedeva ad un uomo i pieni poteri. Era necessario un uomo energico, con le mani libere e di provata fedeltà allo Stato. In quanto console aveva il potere di creare questo dittatore e lo fece. Nominò il fratello Lucio Quinzio Cincinnato, che certo possedeva quella grandezza interiore necessaria ad una simile carica. Il Senato era favorevole alla nomina, ma Cincinnato, ormai ultraottantenne, si schermiva accampando la scusa dell'età.
Si può ravvisare il tentativo di Cincinnato di non farsi coinvolgere in un'azione politicamente pericolosa. Parallelamente si può ravvisare la volontà di Quinzio Capitolino di scaricare sulle ormai anziane e quindi "sacrificabili" spalle di Cincinnato la responsabilità di attaccare pubblicamente una personalità in vista e benvoluta dalla plebe. Il Senato, prima accusando Quinzio Capitolino e i suoi predecessori e poi elevando Cincinnato alla dittatura aveva già declinato la sua responsabilità; le eventuali azioni contro la plebe non sarebbero state ordinate dai senatori ma da un dittatore.
Alla fine Cincinnato cedette, assunse la carica e nominò magister equitum Gaio Servilio Ahala.
(Tito Livio, Ab Urbe condita libri, IV, 14, Newton Compton, Roma, trad.: G.D. Mazzocato)

## Morte di Melio
La popolazione di Roma, in questo caso, si divideva fra coloro che, ignorando il tentativo di colpo di Stato, si chiedevano quale improvvisa guerra fosse scoppiata (i popoli vicini erano tranquilli) e quale pericolo corresse lo Stato perché si fosse resa necessaria la nomina del dittatore, e i partigiani di Melio, che invece compresero subito quale fosse l'obiettivo del dittatore, del Senato e del patriziato tutto.
Gaio Servilio Strutto Ahala, maestro dei cavalieri, venne inviato da Melio e lo informò che il dittatore lo convocava. Melio chiese che cosa si volesse da lui e Servilio rispose che doveva difendersi dalle accuse di Minucio. Mentre un littore cercava di operare l'arresto, Melio cercò di farsi difendere dai suoi partigiani, fuggire e farsi aiutare dal popolo, gridando che si stava sollevando un polverone e
(Tito Livio, Ab Urbe condita libri, IV, 14, Newton Compton, Roma, trad.: G.D. Mazzocato)
Servilio raggiunse Melio e lo trafisse e poi, "circondato da un manipolo di giovani patrizi", ritornò dal dittatore annunciando che Melio aveva respinto la convocazione e che era stato ucciso per aver respinto il littore incaricato dell'arresto e per aver sobillato la folla. Livio ci dice che Cincinnato esclamò:
(Tito Livio, Ab Urbe condita libri, III, 25., Newton Compton, Roma, trad.: G.D. Mazzocato)

## Reazioni
Il popolo romano, ancora all'oscuro della faccenda, si stava chiedendo il significato dei sanguinosi fatti avvenuti in pieno Foro. Melio era un benefattore, un filantropo che con il suo denaro aveva aiutato molte persone in condizioni di estremo pericolo. Perché il Senato aveva nominato un dittatore? Perché l'anziano Cincinnato? Perché Melio era stato accusato e ucciso?
Cincinnato, rendendosi conto delle perplessità, fece convocare il popolo e asserì che Melio era stato ucciso legittimamente. Il dittatore era stato nominato per condurre un'inchiesta sull'ipotesi di restaurazione monarchica di Melio. E poiché Melio aveva cercato di sottrarsi all'inchiesta e aveva disobbedito al dittatore era stato punito. Anche se fosse stato innocente non aveva risposto alla convocazione del dittatore portata dal magister equitum e dal littore. Cincinnato si gettò, poi in una appassionata difesa del suo operato e di denigrazione di Melio, paragonando il suo tentativo alle prese di potere di Spurio Cassio Vecellino e di Appio Claudio il Decemviro.
Per decreto del dittatore i beni di Melio furono confiscati e il ricavato andò all'erario, la sua casa fu distrutta e il terreno libero che ne derivò, in ricordo dell'atroce progetto, fu chiamato "Esquimelio" (spianata di Melio) e adibito a mercato degli animali destinati ai sacrifici. A Minucio fu donato "un bove d'oro" (forse un bove da sacrificio con le corna dorate o forse una statuetta collocata alla porta Trigemina).
Livio afferma che non vi fu opposizione della plebe a questo dono, perché Minucio fece vendere il frumento di Melio a un asse al moggio. Livio si dichiara perplesso perché altre fonti davano informazioni diverse. In ogni caso, nonostante la difesa di Cincinnato, l'uccisione di Melio non venne passivamente accettata. E sempre Livio ricorda che proprio uno dei figli di Cincinnato, anch'egli chiamato Lucio Quinzio, riuscì a stento a essere nominato tribuno con poteri consolari proprio per l'odio che il padre si era attirato presso la plebe, odio che aveva scatenato dei tumulti. Ancora Livio, poco più oltre, ricorda che i Tribuni Quinto Cecilio, Quinto Giunio e Sesto Titinio non smisero mai di accusare Minucio e Servilio per l'azione secondo loro delittuosa. Queste accuse, chiaramente strumentali, servirono ad evitare la nomina, l'anno successivo, di nuovi consoli, sostituiti da tribuni con potere consolare, magistratura cui poteva accedere anche la plebe.